# Единаковци (Болгария)
Единаковци (болг. Единаковци) — село в Болгарии. Находится в Шуменской области, входит в общину Хитрино. Население составляет 129 человек.

## Политическая ситуация
В местном кметстве Единаковци, в состав которого входит Единаковци, должность кмета (старосты) исполняет Алкан  Шефкед Галиб (Движение за права и свободы (ДПС)) по результатам выборов.
Кмет (мэр) общины Хитрино — Нуридин Басри Исмаил Движение за права и свободы (ДПС)) по результатам выборов.